# Maurice Archambaud
Pour l’article homonyme, voir Archambaud.

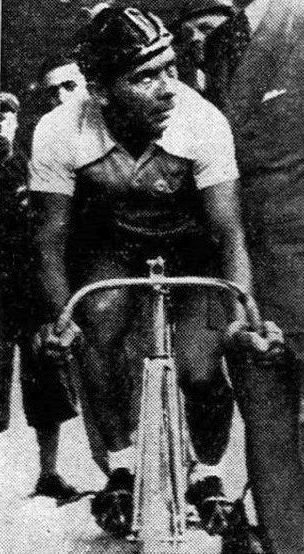
Maurice Archambaud, recordman de l'heure en 1937 à Milan.

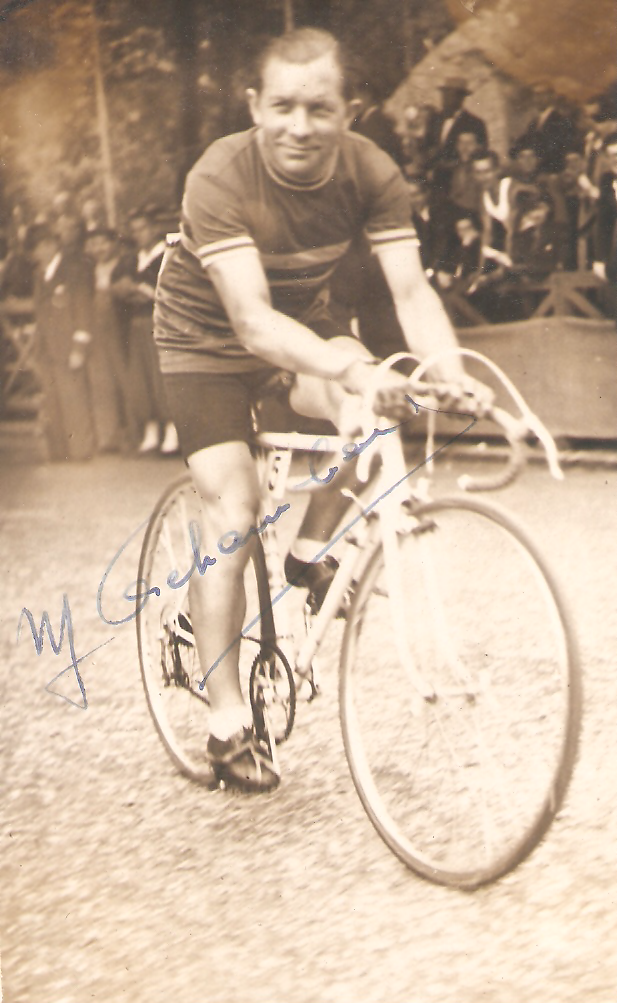
Maurice ARCHAMBAUD

Maurice Archambaud, né le 30 août 1908 dans le 14e arrondissement de Paris et mort le 5 décembre 1955 au Raincy, est un coureur cycliste français, dont la carrière se déroule dans les années 1930 et 1940.
Spécialiste du contre-la-montre, ce petit gabarit — on le surnommait « Le Nabot » en raison de sa taille 1,65 m — a battu le record de l'heure en 1937. Ce record tient 5 ans, jusqu'à ce qu'il soit battu par Fausto Coppi. Membre de l'équipe de France du Tour de France entre les deux guerres, il a remporté dix victoires d'étapes, endossant plusieurs fois le maillot jaune. Il fut le premier vainqueur du Grand Prix des Nations, classique contre la montre fondée en 1932. 
En 1948, il est directeur technique de l'équipe de France sur le Tour de France. De 1947 à 1952, il est le directeur sportif du Lutèce Sportif.

## Son record de l'heure
Déjà vainqueur de Paris-Caen et des Six jours de Paris en 1935, Maurice Archambaud s'attaque le 3 novembre 1937 au record de l'heure détenu par le Néerlandais Frans Slaats depuis un mois. Au vélodrome Vigorelli de Milan en Italie, où les trois précédents records du monde se sont déroulés, il attend dix-huit jours à scruter le temps pour tenter ce record. Il prend l'avantage sur le record de Slaats après 22,661 km au 57e tour de piste pour s'imposer avec 282 mètres de plus soit 45,817 kilomètres. Son record tient cinq années avant que Fausto Coppi le batte le 7 novembre 1942 le repoussant de 31 mètres.

## Palmarès
- 1930
  - Championnat de Côte-d'Or
  - 2e de Dijon-Auxonne-Dijon
- 1931
  - Paris-Verneuil
  - Paris-Soissons
  - 3e de Paris-Briare
- 1932
  - Grand Prix des Nations
  - GP Wolber indépendants :
    - Classement général
    - 2e étape

  - 2e de Paris-Vichy
  - 3e du Critérium national
- 1933
  - « Petit Tour de France » sur piste
  - 1re et 11e étapes du Tour de France
  - 2e du Circuit de Paris
  - 5e de Paris-Roubaix
  - 5e du Tour de France
  - 9e de Paris-Nice
- 1934
  - 2e du Tour du Vaucluse
  - 3e de Paris-Nice
- 1935
  - Paris-Caen
  - Grand Prix de l'Écho d'Alger :
    - Classement général
    - 1re et 5e étapes

  - Six jours de Paris (avec Roger Lapébie)
  - 13eb étape du Tour d'Italie (contre-la-montre)
  - 5ea et 14eb (contre-la-montre) étapes du Tour de France
  - 5e du Tour d'Italie
  - 7e du Tour de France
  - 8e de Paris-Roubaix
  - 9e de Paris-Tours
- 1936
  - Paris-Nice
  - 4e étape du Tour de France
  - 10e de Paris-Tours
- 1937
  - Record du monde de l'heure avec 45,840 km (Vigorelli de Milan)
  - Record du monde des 20 km en 25 min 59,60 s
  - Record du monde des 10 km en 12 min 53 s
  - 2e étape du Tour de France
  - Tour de la province de Milan (avec Aldo Bini)
  - 2e du Grand Prix des Nations
  - 6e de Paris-Tours
- 1938
  - Circuit des monts du Roannais
- 1939
  - Paris-Nice
  - 10eb (contre-la-montre), 10ec, 12eb et 17eb (contre-la-montre) étapes du Tour de France
  - 4e de Paris-Roubaix
- 1943
  - 1rea étape du Circuit de Belgique
- 1944
  - Prix Wambst-Lacquehay (avec Adolphe Prat)

## Résultats sur les grands tours

### Tour de France
7 participations
- 1932 : 16e
- 1933 : 5e, vainqueur des 1re et 11e étapes,  maillot jaune pendant 9 jours
- 1934 : abandon (5e étape)
- 1935 : 7e, vainqueur des 5ea et 14eb (contre-la-montre) étapes
- 1936 : abandon (14ea étape), vainqueur de la 4e étape,  maillot jaune pendant 5 jours
- 1937 : abandon (7e étape), vainqueur de la 2e étape
- 1939 : 14e, vainqueur des 10eb (contre-la-montre), 10ec, 12eb et 17eb (contre-la-montre) étapes

### Tour d'Italie
1 participation
- 1935 : 5e, vainqueur de la 13eb étape (contre-la-montre)